# Melopea (álbum)
Melopea es el sexto álbum solista del músico argentino Litto Nebbia. Fue publicado en 1974 por RCA Victor, y es considerado uno de los mejores de la prolífica obra del músico. 
Años después daría nombre al sello discográfico fundado por Nebbia.
En este disco, Nebbia toca guitarra eléctrica y acústica, piano, órgano y hasta armónica y se acompaña de Jorge González en contrabajo y Néstor Astarita en percusión. El álbum tiene la participación de un grupo de cuerdas dirigidas por Rodolfo Alchourron y el bandoneón de Rodolfo Mederos.
"Melopea", según el diccionario de la Real Academia, es el arte de producir melodías y, también, embriaguez. 
"Melopea" fue editado en CD por primera vez en 1998. En 2014, el diario Página/12 publicó una edición expandida con motivo de los 40 años de su lanzamiento original.

## Historia
"Melopea" representó un salto al vacío en una carrera que, lejos de quedarse aferrada a los inoxidables éxitos del pasado, siempre arriesgaba, esta vez, con una nueva fusión musical, ahora con el jazz.
La palabra Melopea, que dio nombre al disco originalmente y al sello discográfico de Nebbia años después, resonaba en su cabeza por aquellos días de principios de los setenta. Tiempo después averiguó su significado. En griego significa el uso regular de todas las partes armónicas. Sería algo así como todo el contexto de acordes, armonías y arreglos que rodea a la melodía. Otro de los significados es borrachera o embriaguez.
Para este disco, Nebbia vuelve a convocar a dos renombrados músicos de jazz , Jorge “Negro“ González en contrabajo y Néstor Astarita en batería, con los cuales había trabajado en el disco anterior, Muerte en la Catedral.
Ya en algunas canciones de aquel disco se insinuó la colaboración compositiva de Nebbia con la letrista Mirtha Defilpo (quien además era su pareja). Además, algunas canciones tuvieron arreglos orquestales de Rodolfo Alchourron y la participación del saxofonista uruguayo Héctor “Finito“ Bingert.
“Cuando escucho de nuevo el disco hay temas que te sorprenden, porque no es joda, pasaron 40 años, te sorprende haberlos hecho en ese momento y que no te hayan matado. (risas) Y no te olvides que lo que hacía musicalmente no era aceptado por todos, en ese momento se creía que yo me había alejado del rock y además no entraba en el rock ni en el jazz, sin embargo, tocaba en todos lados y tenía cientos de seguidores. Al roquero clásico, que había nacido con la idea de lo progresivo le gustaba, el que había nacido con todo el asunto del rock pesado y la polenta no le gustaba nada. Por esos años, yo tenía por costumbre grabar un tema de despedida al final, algo medio delirante o irónico, más deforme que todo el disco, yo lo llamaba «despedida del trabajo», y en Muerte en la Catedral hicimos un tema rarísimo que yo les dije a los músicos que ese era el tipo de música que íbamos a tocar en los discos siguientes. Era parecido a la fusión que hacia Miles Davis o Chick Corea que después se popularizó: piano eléctrico, acordes oscuros, séptima novena, siempre modulando, y fue bueno descubrir eso", recordó Nebbia en 2014.

## Lista de canciones
Todos los temas con letra de Mirtha Defilpo y música de Litto Nebbia.
| N.º | Título                                  |
| --- | --------------------------------------- |
| A1  | La Ventana Sin Cancel                   |
| A2  | Apelación de Otoño                      |
| A3  | ¿Que Clase de Amor Tendrás?             |
| A4  | La Lección del Viajero                  |
| A5  | Capitanes de Esta Guerra                |
| A6  | Gloria y Guitarra                       |
| B1  | Los Lunes de la Humanidad               |
| B2  | Memento Mori (Recuerda que Debes Morir) |
| B3  | Restaurant del Diablo                   |
| B4  | Amor Imbécil                            |
| B5  | Cuestión de Tiempo                      |
| B6  | Augurio del Silencioso                  |
| B7  | Melancólica Mirtha/Final                |

## Personal
- Litto Nebbia: voz, guitarra, órgano, piano eléctrico, coros
- Jorge González: contrabajo eléctrico
- Néstor Astarita: batería

### Artistas invitados
- Rodolfo Alchourron: arreglos de cuerdas.
- Rodolfo Mederos: bandoneón.
- Héctor Bingert: saxofón.